# Über die spezielle und die allgemeine Relativitätstheorie
Über die spezielle und die allgemeine Relativitätstheorie ist der Titel eines von Albert Einstein verfassten Essays aus dem Jahre 1916, in dem er die Grundideen der auf ihn zurückgehenden Relativitätstheorie einem wissenschaftlich und philosophisch interessierten Leserkreis vorstellt. Der Autor schreibt im Vorwort
„Die Lektüre setzt etwa Maturitätsbildung und – trotz der Kürze des Büchleins – ziemlich viel Geduld und Willenskraft beim Leser voraus.“

## Aus dem Inhalt
Das Buch besteht aus drei Teilen und einem Anhang.

### Über die spezielle Relativitätstheorie
Ausgehend von einer kritischen Betrachtung der euklidischen Geometrie und der Newtonschen Mechanik stellt Einstein die scheinbare Unvereinbarkeit des speziellen Relativitätsprinzips und der Konstanz der Lichtgeschwindigkeit dar und führt den Leser über eine Kritik des Zeitbegriffs zur speziellen Relativitätstheorie, wobei mehrfach auf das bekannte Gedankenexperiment eines gleichmäßig fahrenden Zuges und dessen Betrachtung vom Standpunkt eines mitfahrenden und eines am Bahndamm stehenden Beobachters zurückgegriffen wird. Ferner wird erläutert, wie sich der Energieerhaltungssatz und der Massenerhaltungssatz zu einem einheitlichen Erhaltungssatz zusammenfügen.
Die damals bekannten experimentellen Belege und Andeutungen der auf Hermann Minkowski zurückgehenden Beschreibung der Raumzeit beenden den ersten Teil.

### Über die allgemeine Relativitätstheorie
Die Gleichheit von träger und schwerer Masse wird im berühmten Gedankenexperiment des in einem Kasten befindlichen Physikers, der nicht entscheiden kann, ob der Kasten gleichförmig beschleunigt wird oder in einem Gravitationsfeld aufgehängt ist, deutlich gemacht und ist Ausgangspunkt zur Herausarbeitung des allgemeinen Relativitätsprinzips. Das Wesen der Krümmung wird dem Leser an einer zweidimensionalen Analogie verdeutlicht, die zur Beschreibung erforderlichen Gaußschen Koordinaten werden kurz erwähnt und zur Minkowski-Raumzeit in Beziehung gesetzt.
Auch dieser Teil schließt mit experimentellen Betrachtungen, insbesondere über die damals gesicherte Periheldrehung des Planeten Merkur.

### Betrachtungen über die Welt als Ganzes
Der dritte, deutlich kürzere Teil ist kosmologischen Fragestellungen gewidmet, hier wird insbesondere die Frage nach der Endlichkeit des Weltraums diskutiert.

### Anhang
Im später hinzugefügten Anhang leitet Einstein die im Haupttext erwähnte Lorentz-Transformation her, vertieft die Minkowski-Raumzeit, greift noch einmal die experimentelle Situation zur allgemeinen Relativitätstheorie auf und erörtert in einem längeren Abschnitt philosophische Fragen über die Beschaffenheit von Raum und Zeit.

## Bemerkungen
Das hier vorgestellte Buch gehört zur Liste der ZEIT-Bibliothek der 100 Sachbücher.
Es erschien erstmals 1917 in der Sammlung Vieweg Nr. 38 in einer Auflagenstärke von 2000 Stück mit dem Zusatz gemeinverständlich.
Nach der Bestätigung der allgemeinen Relativitätstheorie im Jahre 1919 durch Arthur Stanley Eddington stieg das öffentliche Interesse sprunghaft an, 1920 ließ Vieweg 45.500 Exemplare drucken. Zur Zeit des Nationalsozialismus wurde Einstein vom Vieweg Verlag verleugnet, seit 1935 aus den Werbebroschüren entfernt. Angesichts des Holocausts stand Einstein dem Ansinnen des Vieweg Verlags, das Buch 1947 neu aufzulegen, zunächst ablehnend gegenüber, es kam erst 1954 zu einer Zustimmung. Nach Einsteins Tod 1955 gingen alle Rechte an diesem Buch, wie auch an allen anderen Schriften Einsteins, an die Hebräische Universität Jerusalem über.
Seit 2009 liegt das Buch beim Springer-Verlag in der 24. Auflage vor.